# Robert Oppenheimer
Julius Robert Oppenheimer (22. dubna 1904 New York – 18. února 1967 Princeton, New Jersey) byl americký teoretický fyzik, účastník projektu Manhattan, v němž řídil v tajné laboratoři v Los Alamos v Novém Mexiku vývoj první jaderné zbraně. Bývá označován za „otce atomové bomby“. Byl starším bratrem fyzika Franka Oppenheimera.

## Život

### Studia a začátek kariéry
Jeho rodiče pocházeli z německého města Hanau, odkud v roce 1888 emigrovali do USA. Otec byl bohatý židovský importér textilu, matka absolvovala malířské vzdělání v Paříži a později vlastnila ateliér v New Yorku. Jeho vzdáleným příbuzným byl moravský a český zemský vrchní rabín David Oppenheimer.
Robert Oppenheimer studoval na Harvardově univerzitě fyziku a chemii. Ovládal několik jazyků včetně latiny a řečtiny, psal poezii a zabýval se filosofií. Ve studiu pokračoval na univerzitě v Cambridge, kde ho zaujala především teorie molekul. Doktorskou práci psal na univerzitě v Göttingenu, kde v té době působilo mnoho známých vědců: Werner Heisenberg, Max Born, Wolfgang Pauli, Enrico Fermi, Eduard Teller. Pod vedením Maxe Borna vytvořil několik vědeckých prací, z nichž vyniká zejména studie věnovaná kvantové teorii molekul. V té době měl na svém kontě již devět vědeckých prací publikovaných během necelých dvou let svého evropského pobytu. Z tohoto období je i jeho slavná práce o kvantové teorii molekul napsaná společně s Bornem, ve které je navržena dnes známá Bornova–Oppenheimerova aproximace.
V roce 1928 se vrátil do USA a na Kalifornské univerzitě v Berkeley a Kalifornském technologickém institutu v Pasadeně se věnoval otázkám kvantové elektrodynamiky. Spolu s Miltonem Plessetem podal roku 1933 jako první správný popis mechanismu tvorby párů elektron–pozitron vlivem gama paprsků (gama záření) a kvantitativně vysvětlil absorpci záření γ v těžkých prvcích. Pod vlivem školy Ernesta Lawrence v Berkeley se věnoval i jaderné fyzice, kde v letech 1933–34 studoval deuteronové reakce. Později se jeho zájem obrátil na kosmické záření a teorii mezonových částic.
Vykonával také pedagogickou praxi a na jeho přednášky se sjížděli studenti z celých Spojených států. Studenty díky svému enormnímu rozsahu vědomostí a schopnosti vědecké syntézy vedl k univerzálnímu pojetí fyziky. Roku 1938 byl jmenován řádným profesorem Kalifornské univerzity a o pět let později byl jako přední atomový fyzik zvolen za člena Akademie věd.
V roce 1936 se seznámil s levicovou aktivistkou, členkou komunistické strany Jean Tatlockovou a stali se z nich blízcí přátelé. Pod jejím vlivem se začal zajímat o politické a hospodářské problémy i mezinárodní situaci. Když po smrti otce v roce 1937 zdědil značný majetek, podporoval finančně protifašistické organizace a levicový tisk, do kterého přispíval vlastními články. Rozešli se roku 1940, když se Oppenheimer zamiloval do bioložky Katherine Pueningové a oženil se s ní.  Narodily se jim dvě děti – syn Peter (* 1941) a dcera Katherine (* 1944).

### Vývoj atomové bomby

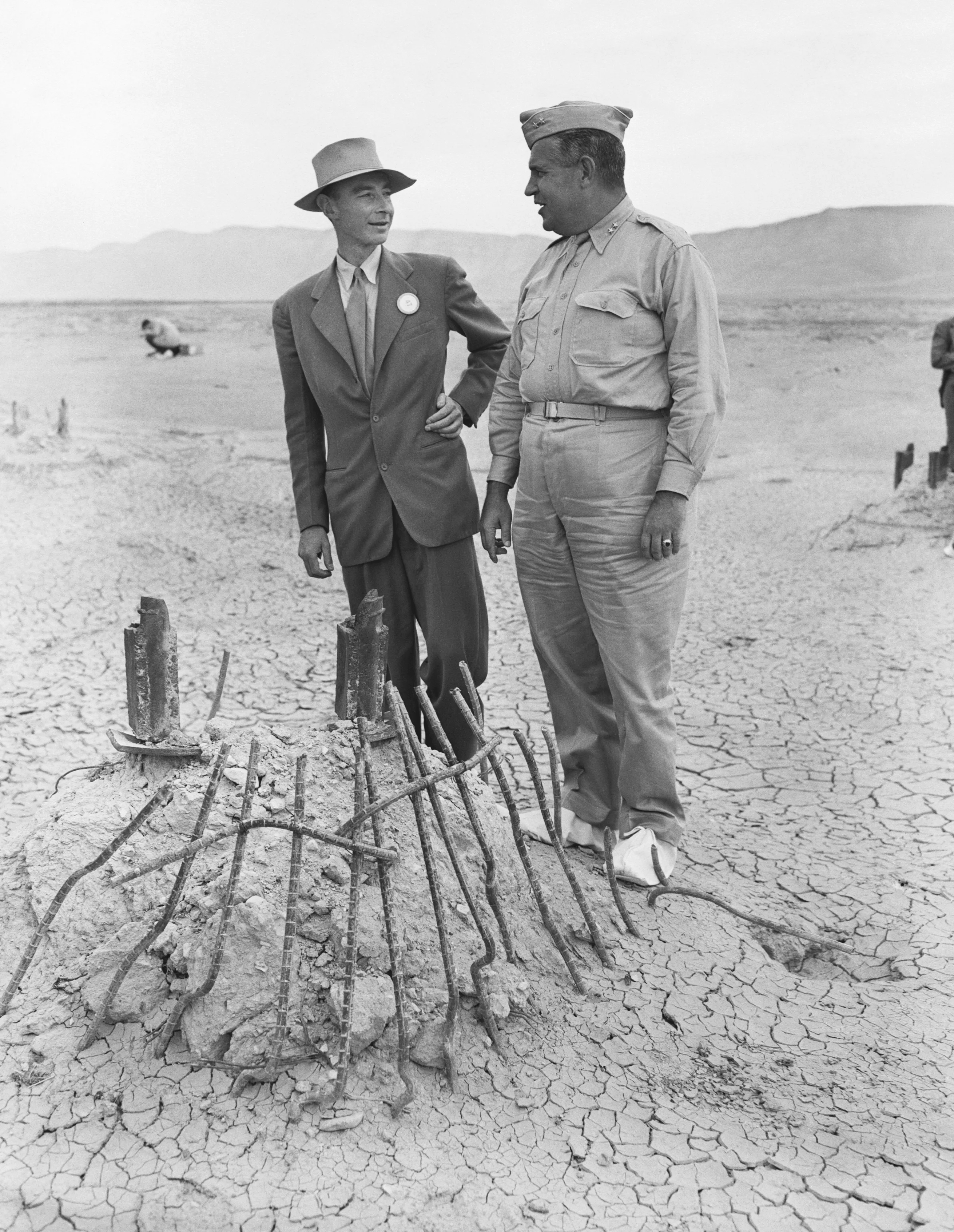
Robert Oppenheimer a Leslie Groves na místě jaderného testu Trinity, září 1945

V roce 1941 byl Robert Oppenheimer jako přední jaderný fyzik zapojen do komise, která posuzovala možnosti použití jaderné energie pro vojenské účely. Z vlastní iniciativy přikročil k pokusům se štěpením uranu a dosažené výsledky vedly k rozhodnutí vytvořit výzkumné středisko pod jeho vedením. V roce 1942 byl zahájen tajný vojenský projekt Manhattan, jehož cílem bylo vyvinout atomovou bombu dříve než Němci. Oppenheimer byl pověřen vedením výzkumných prací, kterých se zúčastnilo mnoho předních amerických i evropských vědců, kteří uprchli před nacismem. Projevil se jako vynikající organizátor, pro úspěch projektu nepostradatelný. To mělo význam v létě 1943, kdy jeho schůzka s Jean Tatlockovou vzbudila podezření bezpečnostních orgánů. Svou loajalitu prokázal tím, že zveřejnil obsah rozhovoru se svým přítelem Haakonem Chevalierem, který se ho ptal na možnost výměny vědeckých informací mezi USA a Sovětským svazem, což odmítl. Pro Chevaliera to znamenalo okamžitý zákaz činnosti.
Po svržení atomových bomb na Hirošimu a Nagasaki se Oppenheimer jako jeden z hlavních představitelů projektu Manhattan stal známým po celých USA, jeho portrét se objevil na titulních stranách časopisů Life a Time. V letech 1947–1952 působil ve funkci prezidenta vědecké rady Komise pro atomovou energii (AEC). Stal se tak nejvlivnějším poradcem vlády a armády v jaderných otázkách. V roce 1946 byl v USA vyznamenán Medailí za zásluhy (Legion of merit), nejvyšším civilním vyznamenáním. V roce 1948 byl zvolen prezidentem Americké fyzikální společnosti a byl členem řady dalších institucí.
Ničivé následky výbuchů jaderných bomb přiměly Oppenheimera k odchodu z funkce ředitele výzkumného střediska v Los Alamos (říjen 1945).

### Poválečné období

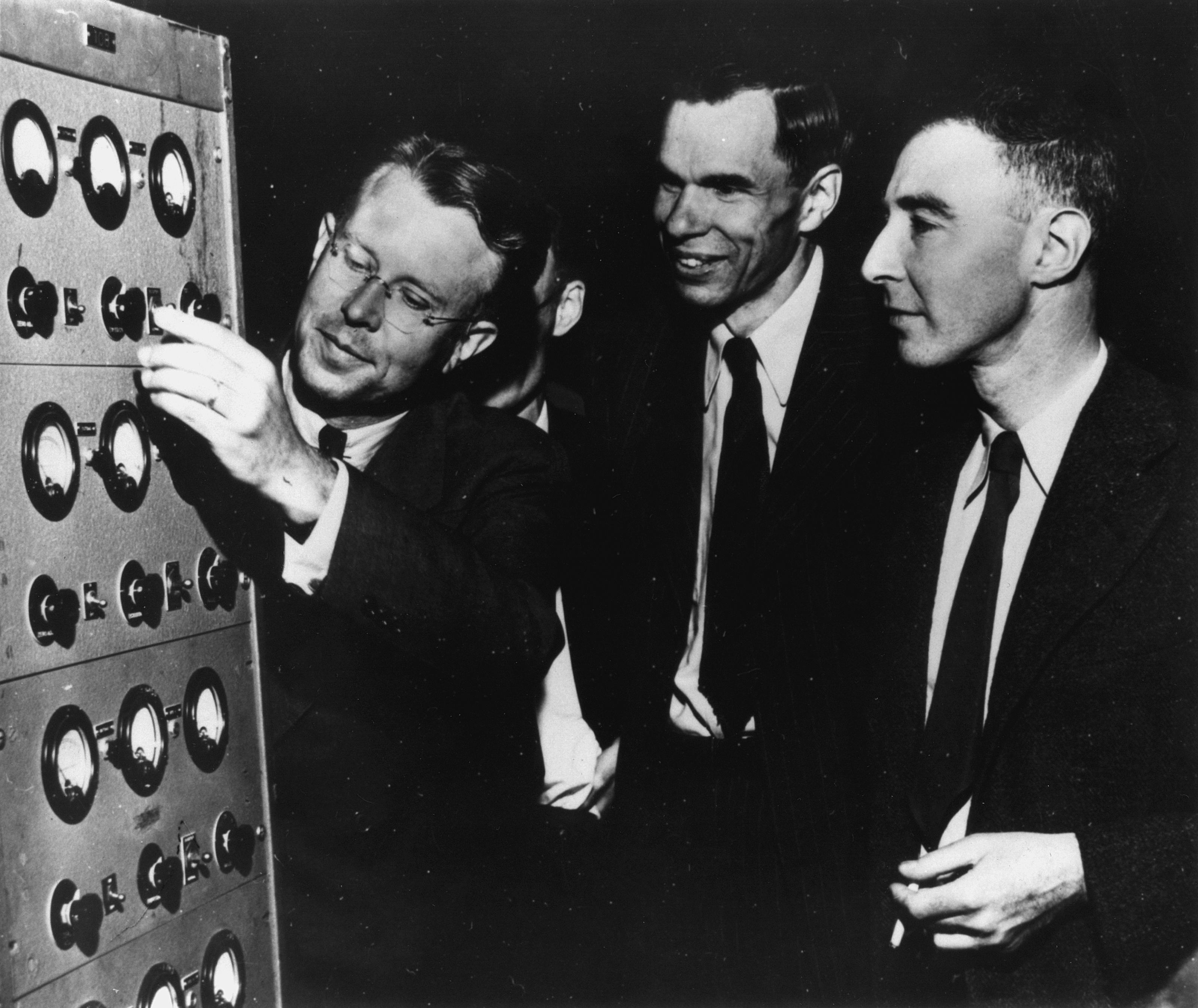
Lawrence, Seaborg a Oppenheimer v Berkeley, asi 1946

Po skončení 2. světové války Oppenheimer nesouhlasil s dalším vývojem bomb a nechtěl pokračovat ve vojenském jaderném výzkumu. Odmítl se podílet na výzkumu vodíkové bomby. Byl přesvědčen o nutnosti mezinárodní spolupráce a kontroly v oblasti využití jaderné energie, což v období studené války neodpovídalo vládní politice. V letech 1949 až 1954 byl v éře mccarthismu obviněn z prokomunistického smýšlení, špionáže pro Sovětský svaz a několikrát vyslýchán vyšetřovací komisí vládního Výboru pro atomovou energii. Bylo mu odebráno bezpečnostní prověření a nemohl dále pracovat na projektech jaderného výzkumu. Působil jako pedagog v Ústavu pro pokročilá studia v Princetonu, který se pod jeho vedením stal významným centrem teoretické a jaderné fyziky. Procestoval Evropu, kde se mu dostalo mnoha ocenění (mj. Čestná legie ve Francii roku 1958, zvolení zahraničním členem Královské společnosti v Anglii). V USA se Robert Oppenheimer dočkal politické rehabilitace až od prezidenta J. F. Kennedyho, když mu byla roku 1963 udělena cena Enrica Fermiho.
Životní zkušenosti získané v období práce na atomové bombě přiměly Oppenheimera k úvahám o úloze vědce v moderní společnosti a etických důsledcích vědeckého výzkumu. Zabýval se morálními problémy, které před vědce staví jejich objevy a mírou odpovědnosti za jejich možné zneužití.
Zemřel roku 1967 ve věku 62 let na rakovinu hrtanu, byl náruživý kuřák. Po kremaci rozptýlila jeho žena popel po mořské hladině u Saint John na Panenských ostrovech, kde rád trávil chvíle odpočinku se svou rodinou.

## Náboženský život
Oppenheimer byl židovského původu, avšak již jeho otec se velmi angažoval ve Společnosti pro etickou kulturu Felixe Adlera; v představenstvu Společnosti zasedal i jeho otec a mladý Oppenheimer chodil do její školy. Nicméně nebyl v životě spokojen se "sekulárním náboženstvím", a proto jeho vlastní duchovní hledání směřovalo k indickým duchovním tradicím.
Roku 1933, když učil na Berkleyově univerzitě v San Franciscu, se Oppenheimer setkal s Arthurem W. Ryderem (1877–1938), profesorem sanskrtu, který Oppenheimera starověký indický jazyk naučil. Ze všech sanskrtských textů zaujala Oppenheimera nejvíce Bhagavadgíta a nazval ji „nejkrásnější filosofickou písní, která kdy byla napsána v jakémkoli jazyce“. Stále s sebou nosil výtisk Bhagavadgíty, jak dosvědčují i svědectví jeho přátel. Citoval ji i při pokusném odpálení jaderné bomby.

## Odkaz vkultuře
- Dne 11. července 2023 měl premiéru film Christophera Nolana Oppenheimer, který se zabývá Oppenheimerovým kariérním i soukromým životem – od začátků v Cambridge a v Evropě, přes výzkum a vytvoření bomby v Los Alamos, až po výslechy před vyšetřovací komisí Výboru pro atomovou energii během mccarthismu. Film sklidil jak od kritiků, tak i od diváků pozitivní ohlasy.[7][8]

- Předlohou pro film Oppenheimer byla biografická kniha American Prometheus z roku 2005, která získala řadu literárních ocenění: v roce 2005 National Book Critics Circle Award,[9][10] v roce 2006 Pulitzerovu cenu za biografii nebo autobiografii[11] a v roce 2008 Duff Cooper Prize.[12]